# Békaszájú
A Batrachostomus vagy magyarul békaszájú a madarak osztályának lappantyúalakúak (Caprimulgiformes) rendjébe és a bagolyfecskefélék (Podargidae) családjába tartozó nem.

## Származásuk, elterjedésük
A bagolyfecskék (Podargus) közeli rokonai.
Ázsia trópusi részein:
- Indiában
- Srí Lankán,
- Malajziában,
- a Szunda-szigeteken és
- a Fülöp-szigeteken honosak.

## Megjelenésük, felépítésük
A bagolyfecskéknél némileg kisebbek. Erőteljes csőrük kávái jól fejlettek – több fajé annyira lapos és széles, hogy valóban hasonlít a béka szájához. A felső káva gerincen gyengén, a hegyén éles kampóban lefelé görbül; az alsó kávánál sokkal szélesebb, és azt minden oldalról körülzárja. Orrlyukai a bagolyfecskékéhez hasonlóak. A fej mindkét oldalán, a fül táján, a szemek fölött és mögött meghosszabbodott, kissé foszlott tollakból álló, a fej többi tollától elütő tollpamat húzódik hátrafelé.

## Rendszertani felosztásuk
A nembe mintegy tucatnyi faj tartozik. Az ismertebbek:
- füles békaszájú (óriás békaszájú, Batrachostomus auritus)
- Hartlet-békaszájú (Batrachostomus harterti)
- Fülöp-szigeteki békaszájú (Batrachostomus septimus)
- maláj békaszájú (Batrachostomus stellatus)
- Srí Lanka-i békaszájú (Batrachostomus moniliger)
- Hodgson-békaszájú (Batrachostomus hodgsoni)
- rövidfarkú békaszájú (Batrachostomus poliolophus)
- jávai békaszájú (Batrachostomus javensis)
- szunda békaszájú (Batrachostomus cornutus)